# Bassanne
Bassanne é uma comuna francesa na região administrativa da Nova Aquitânia, no departamento da Gironda. Estende-se por uma área de 2,56 km². Em 2010 a comuna tinha 130 habitantes (densidade: 50,8 hab./km²).